# Quốc kỳ Colombia
Quốc kỳ Colombia (tiếng Tây Ban Nha: Bandera de Colombia) chính thức được thông qua sử dụng từ ngày 26 tháng 11 năm 1861. Quốc kỳ của Colombia có ba dải màu nằm ngang theo thứ tự từ trên xuống là vàng, xanh lam và đỏ. Trong đó, dải màu vàng chiếm một nửa diện tích lá cờ, hai dải màu xanh lam và màu đỏ chia nhau mỗi dải 1/4 diện tích lá cờ.
Quốc kỳ của Colombia được thiết kế từ Quốc kỳ Đại Colombia của Francisco de Miranda, người anh hùng giải phóng dân tộc của nhân dân Mỹ Latinh. Sau khi Đại Colombia phân rã, những quốc gia kế thừa của nó là Colombia, Venezuela, Ecuador đã thiết kế những lá cờ khác nhau đôi chút nhưng có cùng chung một điểm là ba dải màu vàng, xanh lam, đỏ.
Màu vàng trên quốc kỳ Colombia tượng trưng cho sự giàu có của đất đai, màu xanh lam tượng trưng cho bãi biển còn màu đỏ tượng trưng cho máu của những chiến sĩ đã đổ xuống vì nền độc lập của dân tộc Colombia.